# カール・ローザ
カール・アウグスト・ニコラス・ローザ（Carl August Nicholas Rosa 1842年3月22日 - 1889年4月30日）は、ドイツ生まれのオペラ興行主（インプレサリオ）で、イギリスの歌劇団カール・ローザ・オペラ・カンパニー (Carl Rosa Opera Company) の創設者。1869年、ローザは妻ユーフロジーヌ・パレパ＝ローザ (Euphrosyne Parepa-Rosa) とともに歌劇団を立ち上げ、定番のオペラを英語で上演したり、イギリスの作曲家のオペラを上演して、英米におけるオペラの普及に貢献した。

## 生い立ちと経歴
ローザは、カール・アウグスト・ニコラウス・ローゼ (Karl August Nikolaus Rose) として、ハンブルクの実業家であった父ルートヴィヒ・ローゼ (Ludwig Rose) と母ゾフィー・ベッカー (Sophie Becker) の間に生まれた。神童と称されるほどの音楽の才を発揮したローザは、12歳でヴァイオリン奏者としてスコットランドをツアーした。ローザはライプツィヒ音楽院に学び、ここで生涯の友となるアーサー・サリヴァンと出会って親交を結び、1862年にはパリに移って学び続けた。
1863年、ローザはハンブルクでコンサートマスターに指名され、時には指揮を執ることもあった。3年後、ローザはイングランドを訪れ、水晶宮にヴァイオリンのソリストとして出演した。 ローザは指揮者としても、イングランドやアメリカ合衆国でそこそこの成功を収めた。1866年に、ボルチモアの興行主であったヘゼキア・リンシカム・ベイトマン (Hezekiah Linthicum Bateman) のコンサート興行の一行に加わって渡米したローザは、一行に加わっていたスコットランド人オペラ歌手でソプラノのユーフロジーヌ・パレパと出会った。このツアーの途上、1867年2月26日に、ニューヨーク市で2人は結婚し、以降パレパは「マダム・パレパ＝ローザ」として知られるようになった。

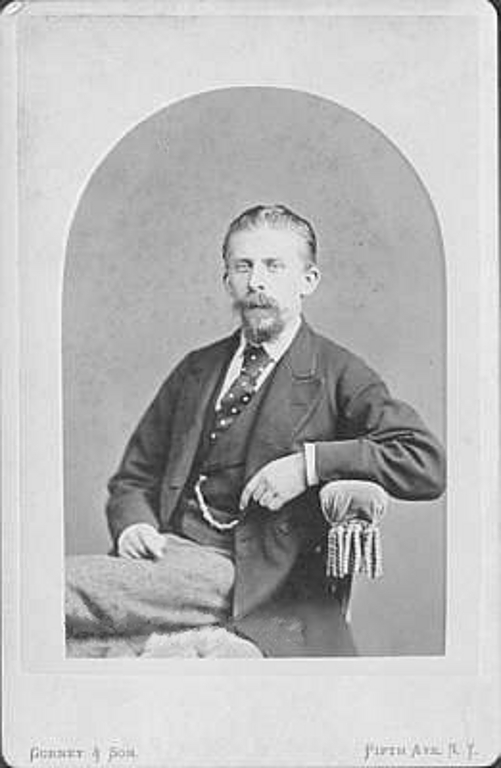
カール・ローザ、ジェレミア・ガーニー(Jeremiah Gurney)撮影。

1869年、シカゴの興行主C・D・ヘス (C. D. Hess) とともに、ニューヨークでパレパ・ローザ・イングリッシュ・オペラ・カンパニー (the Parepa Rosa English Opera Company) を結成し、パレパが主役スター、ローザが指揮者となり、3シーズンにわたってアメリカ各地をツアーした。この歌劇団はそれまでオペラを見たこともなかったアメリカ各地に本格的なグランド・オペラをもたらし、イタリア・オペラの作品を英語で上演することで、オペラをアメリカの聴衆にも親しみやすいものにした。1872年、ローザ夫妻はイングランドに戻り、さらにヨーロッパやエジプトにも出かけた。イングランドに戻ったローザは、それまで名乗っていた本名のローゼ (Rose) から名前の綴りをローザ (Rosa) に変えたが、これは単音節でローズと発音されるのを避けるためであった。

## カール・ローザ・オペラ・カンパニ ー
1873年、ローザ夫妻はカール・ローザ・オペラ・カンパニー（夫人が妊娠していたため彼女の名前は外した）を立ち上げ、9月1日にマンチェスターでウィリアム・ヴィンセント・ウォレス (William Vincent Wallace) の『マリターナ』 (Maritana) を上演し、その後、イングランドとアイルランドの各地をツアーした。ローザは一貫して英語によるオペラ上演に取り組み、それはこの歌劇団が後々まで実践していく方針となった。1873年には、劇作家W・S・ギルバートが、自作のバブ・バラッド (Bab Ballads) のひとつ『陪審裁判』 (Trial by Jury: An Operetta) を基に、短い喜歌劇を制作しようとローザに提案してきた。ローザの計画では、ドルリー・レーンのシアター・ロイヤルにおける英語オペラのシーズンには、主役のソプラノをパレパが演じるはずだった。ところが、パレパは1874年1月に死去してしまい、この話は流れた。その後、1875年に、競争相手であった興行主リチャード・ドイリー・カート (Richard D'Oyly Carte) が、アーサー・サリヴァンの作曲で『陪審裁判』を制作した。妻の死後、ローザはロンドンの王立音楽アカデミーにパレパ＝ローザ奨学基金を寄付した。1881年、ローザは再婚した。ローザと、後妻ジョセフィーヌ（Josephine、? - 1927年）の間には、4人の子どもが生まれた。

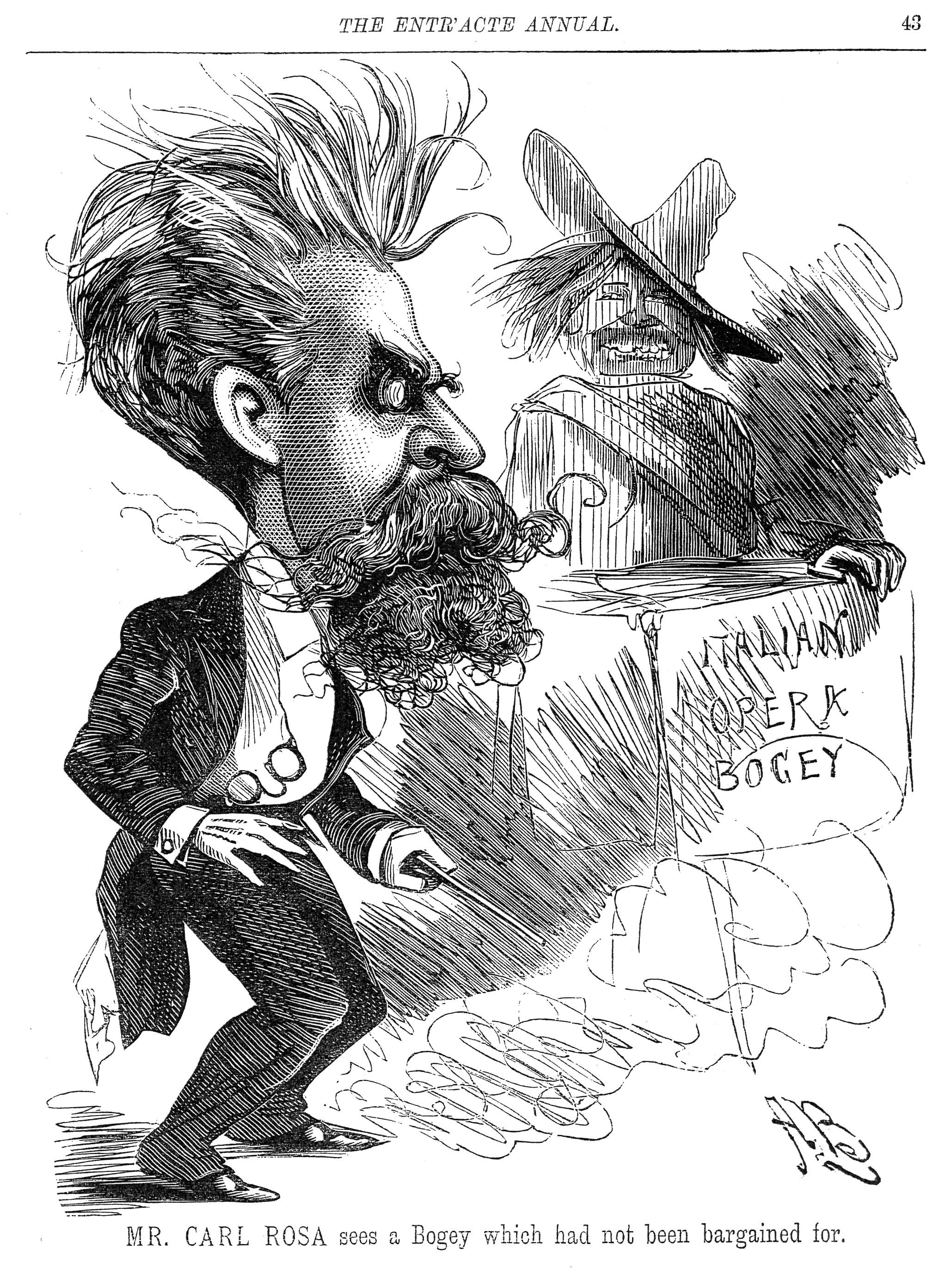
イタリア・オペラの亡霊に驚くカール・ローザ。アルフレッド・ブライアンAlfred Bryanの1886年の風刺画。

ローザの歌劇団のロンドン最初のシーズンは、1875年9月にプリンセス・シアターで、チャールズ・スタンリー (Charles Santley) をフィガロ、ローズ・ハーシー(Rose Hersee)をスザンナに据えた『フィガロの結婚』で幕を開けた。翌1976年にはロンドンでの2年目の興行を打ち、『さまよえるオランダ人』の英語による上演を行ない、主役のオランダ人はふたたびスタンレーが務めた。以降15年間にわたって、ローザの指導の下、この歌劇団は、地方巡業やロンドンでの興行を成功させて好評を博し、シアター・ロイヤルでオーガスタス・ハリスと協力することもよくあった。最盛期には、地方巡業団を3組編成したこともあった。ローザは、1879年から1885年にかけて、アルベルト・ランデッガー (Alberto Randegger) を歌劇団の音楽監督として雇った。1880年、サー・ジョージ・グローヴは、「作品を舞台にかけるまでの注意深いやり方、数多くのリハーサル、卓越した、優れた演奏者たち、それらが相まって、それにふさわしい果実を結ぼうとしており、カール・ローザ・オペラ・カンパニーは恒久的なイングランドの体制の一部になり得る十分な可能性を持っている」と記した。1892年、ヴィクトリア女王のお召しにより、ローザの歌劇団はバルモラル城で『連隊の娘』の御前上演を行なった。
ローザは、重要なオペラの演目の数多くをイングランドへ最初に紹介し、長年にわたっておよそ150作品ほどのオペラを上演し続けた。ローザの歌劇団の初期においては、スタンレーやハーシーのみならず、ミニー・ホーク (Minnie Hauk) 、ジョセフ・マース (Joseph Maas) 、バートン・マグッキン (Barton McGuckin) 、ジュリア・ウォーウィック (Giulia Warwick) といった有名な歌手たちが歌劇団に参加していた。ローザはイングランドの作曲家たちによる新作も応援し、作品づくりを支援した。フレデリック・ハイメン・コーウェンの『ポーリーン』 (Pauline) （1876年）、アーサー・ゴーリング・トーマス(Arthur Goring Thomas)の『エスメラルダ』(Esmeralda)（1883年）、アレグザンダー・マッケンジーの『コロンバ』(Colomba)（1883年）、『トルバドゥール』(The Troubadour)（1886年）、チャールズ・ヴィリアーズ・スタンフォードの『カンタベリーの巡礼』(The Canterbury Pilgrims)（1884年）などはローザの歌劇団からの委嘱作品である。歌劇団の結成以前に書かれていたウォレスやマイケル・ウィリアム・バルフ、ジュリアス・ベネディクトらの英語によるオペラ作品も、レパートリーとして取り上げられていた。ローザの訃報には「彼は、やがてサー・アーサー・サリヴァンが本格的なグランド・オペラを創作することを長く心待ちにしており、最期までそうした作品の制作にたずさわることを望んでいた」と記された。ローザは死の直前に、軽歌劇（ライト・オペラ）の歌劇団を立ち上げて、ロベール・プランケット (Robert Planquette) の『ポール・ジョーンズ』（Paul Jones、パリでの初演時の題目は Surcouf）で旗揚げ公演を行なった 。

## ローザの遺したもの

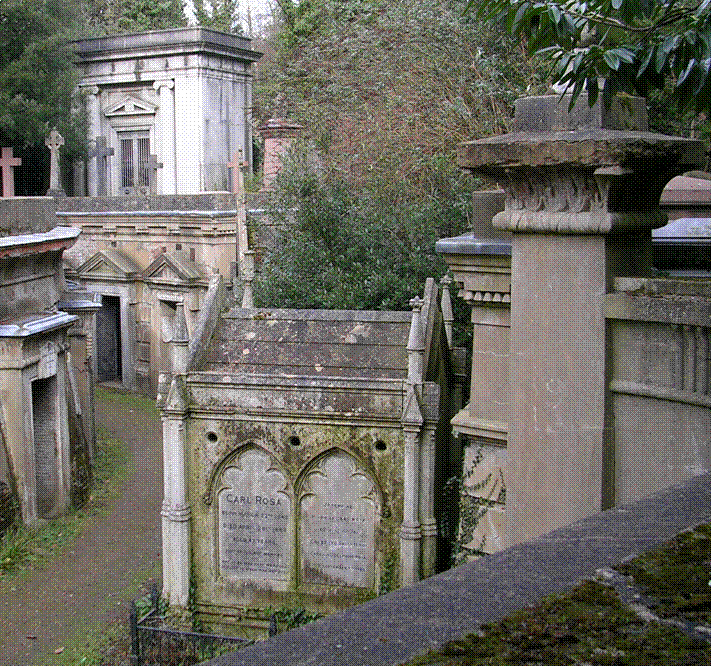
カール・ローザと後妻ジョセフィーヌ、娘ヴァイオレットの墓。ロンドン、ハイゲート墓地。

ローザは1889年4月30日にパリで急死し、亡骸はロンドンのハイゲイト墓地 (Highgate Cemetery) に埋葬された。その葬儀に多数の主だった音楽家たちが集まったことは、ローザがイングランドの音楽界において占めていた地位を象徴するものとなった。参列者には、サリヴァン、スタンフォード、マッケンジーに、ジョージ・グローヴ、さらにはリチャード・ドイリー・カート、ジョージ・エドワーズ (George Edwardes) 、オーガスタス・ハリスらも含まれていた
ローザはその最期まで、英語オペラの興行が芸術的にも商業的にも成功することを示してみせた。ローザを追悼する講演を行った批評家ハーマン・クラインは、ローザについて、「芸術的観点からみて彼の業績は大成功に次ぐ大成功であった。ローザは、1875年には絶望の沼に沈んでいた英語オペラを見出し、そこから高みへと引き上げた」と述べている。生前も没後も、ローザの歌劇団はイングランドにおけるオペラの普及に大きく貢献し、国内の作曲家の創作を応援し、数多くの歌手を育てて国際的な舞台へと送り出している。ローザの没後も、彼の歌劇団は1960年まで存続した。その後、中断を挟み、ピーター・マロイ (Peter Mulloy) を芸術監督とする同名の新しい歌劇団が1997年に復活した。この歌劇団は、グランド・オペラのほか、ギルバートとサリヴァンの作品や、その他の軽歌劇にも取り組んでいる。